# Софроний I Анхиалски
Софроний (на гръцки: Σωφρόνιος, Софрониос) е гръцки духовник от XV век, митрополит на Вселенската патриаршия.

## Биография
Софроний е споменат като анхиалски митрополит в 1438 година. Митрополит Софроний участва във византийската делегация на Фераро-флорентинския събор в 1438 - 1439 година, на който подкрепя опозиционната фракция на ефеския митрополит Марк Евгеник, въпреки че е принуден да подпише ороса на събора за уния с Римската църква. Споменат е на катедрата в Анхиало в 1450 година и на 15 януари 1467 година.